# Saint-laurent (cépage)
Pour les articles homonymes, voir Saint-Laurent.
Le  saint-laurent est un cépage de cuve de raisins noirs.

## Origine et répartition géographique
Selon Christian Oberlin, le saint laurent viendrait du sud de l'Alsace. Johann Philipp Bronner l'a remarqué et le propagea au cours du XIXe siècle en Allemagne et en Autriche. Le cépage est autorisé dans de nombreux Länder en Allemagne (673 ha en 2006). Il est également autorisé en Autriche (450 ha) , en République Tchèque et en Slovaquie (2 000 ha).[réf. nécessaire]
En France, le cultivar est en voie de disparition.
Le nom viendrait probablement de saint Laurent, que l'on célèbre le 10 août. Cette date coïncide plus ou moins avec la date de maturité du cépage (ou plutôt probablement avec la date de véraison).

## Caractères ampélographiques
- Extrémité du jeune rameau duveteux blanc.
- Jeunes feuilles aranéeux, bronzées.
- Feuilles adultes, à 5 lobes avec des sinus supérieurs avec une dent au fonds, un sinus pétiolaire en lyre, des dents anguleuses, étroites, un limbe glabre.

## Aptitudes culturales
La maturité est de première époque: 3 - 0 jours avant le chasselas.

## Potentiel technologique
Les grappes sont moyennes et les baies sont de taille moyenne. La grappe est cylindrique. Le cépage est moyennement fertile mais il craint les gelées printanières due à son débourrement précoce.

## Synonymes
Le saint laurent est connu sous le nom de Blauer Sankt Laurent, Laurenzitraube, Lorenztraube, lovrenac crni, lovrijenac, Pinot Saint Laurent (par erreur), Saint laurent noir, sentlovrenka, Svatovavřinecké, szent lörine.